# Svetlana Babanina
Svetlana Viktorovna Babanina, née le 4 février 1943 à Tambov (RSFS de Russie), est une nageuse soviétique.

## Carrière
Svetlana Babanina remporte aux Jeux olympiques de 1964 à Tokyo la médaille de bronze du relais 4x100 mètres quatre nages et la médaille de bronze du 200 mètres brasse. 
À l'Universiade d'été de 1965 à Budapest, elle est médaillée d'or sur 200 mètres brasse et médaillée de bronze sur 100 mètres nage libre.
Aux Jeux olympiques de 1968 à Mexico, elle est sixième de la finale du 200 mètres brasse et septième de la finale du 100 mètres brasse.